# Eparchie Bhadravathi
De eparchie Bhadravathi (Latijn: Eparchia Bhadravathensis) is een Syro-Malabar-katholieke eparchie met als zetel Bhadravati (ookwel geschreven als Bhadravathi), in India. De eparchie is suffragaan aan de aartseparchie Tellicherry. 

## Geschiedenis
De eparchie werd opgericht op 29 augustus 2007, uit delen van de eparchie Mananthavady.

## Parochies
De eparchie had in 2022 een oppervlakte van 15.666 km2 en telde 3.257.000 inwoners waarvan 0,3% rooms-katholiek was.

## Bisschoppen
- Joseph Arumachadath (29 augustus 2007 - heden)

Tellicherry (aartseparchie) · Belthangady · Bhadravathi · Mananthavady · Mandya · Thamarasserry